# Cantó de Gap Sud-Oest
El cantó de Gap Sud-Oest és un cantó francès del departament dels Alts Alps, situat al districte de Gap. Té sis municipis i el cap és Gap.

## Municipis
- Gap

## Història
| Data d'elecció                           | Identitat         | Partit             | Qualitat |
| ---------------------------------------- | ----------------- | ------------------ | -------- |
| 1970-1976                                | Bernard Givaudan  | Divers droite      |          |
| 1976-1982                                | Gaston Julian     | PCF                |          |
| 1982-1994                                | Jean Manavella    | UDF-CDS            |          |
| 1994-2001                                | Daniel Chevallier | PS                 |          |
| 2001-2008                                | Christian Séard   | RPR, després MoDem |          |
| 2008-                                    | Christian Graglia | PS                 |          |
| les dades anteriors no són pas conegudes |                   |                    |          |
|                                          |                   |                    |          |

| 1962 | 1968 | 1975 | 1982 | 1990  | 1999  | 2007  |
| ---- | ---- | ---- | ---- | ----- | ----- | ----- |
| -    | -    | -    | -    | 8.233 | 9.350 | 9.720 |